# Boxer (album)
Pour les articles homonymes, voir Boxer.
Albums de The National
Alligator
(2005) High Violet
(2010)
Singles
1. Mistaken for Strangers
Sortie : 30 avril 2007
2. Apartment Story
Sortie : 5 novembre 2007
3. Fake Empire
Sortie : 23 juin 2008

Boxer est le quatrième album du groupe américain de rock indépendant The National, paru le 21 mai 2007 (le 22 mai 2007 aux États-Unis) sur le label anglais Beggars Banquet Records. Pitchfork l'a classé à la 17e place de sa liste des meilleurs albums de 2007, alors que Stylus le classe au 5e rang d'une liste semblable et le single Fake Empire à la 7e place des meilleures chansons de 2007. La pochette de l'album est une photographie du groupe interprétant une de leurs chansons à l'occasion du mariage de leur producteur Peter Katis.

## Liste des pistes
| No  | Titre                  | Auteur                                        | Durée |
| --- | ---------------------- | --------------------------------------------- | ----- |
| 1.  | Fake Empire            | Matt Berninger, Bryce Dessner                 | 3:25  |
| 2.  | Mistaken for Strangers | Matt Berninger, Aaron Dessner, Bryce Dessner  | 3:30  |
| 3.  | Brainy                 | Matt Berninger, Carin Besser, Aaron Dessner   | 3:18  |
| 4.  | Squalor Victoria       | Matt Berninger, Bryce Dessner                 | 2:59  |
| 5.  | Green Gloves           | Matt Berninger, Aaron Dessner                 | 3:39  |
| 6.  | Slow Show              | Matt Berninger, Aaron Dessner, Bryce Dessner  | 4:08  |
| 7.  | Apartment Story        | Matt Berninger, Aaron Dessner                 | 3:32  |
| 8.  | Start a War            | Matt Berninger, Aaron Dessner                 | 3:16  |
| 9.  | Guest Room             | Matt Berninger, Bryce Dessner                 | 3:18  |
| 10. | Racing Like a Pro      | Matt Berninger, Aaron Dessner, Bryce Dessner  | 3:23  |
| 11. | Ada                    | Matt Berninger, Carin Besser, Scott Devendorf | 4:03  |
| 12. | Gospel                 | Matt Berninger, Carin Besser, Aaron Dessner   | 4:29  |

## Classements et certifications
| Classement musical                 | Meilleure position |
| ---------------------------------- | ------------------ |
| Belgique (Flandre Ultratop)        | 32                 |
| États-Unis (Billboard 200)         | 68                 |
| Finlande (Suomen virallinen lista) | 23                 |
| France (SNEP)                      | 90                 |
| Royaume-Uni (UK Albums Chart)      | 57                 |
| Suède (Sverigetopplistan)          | 53                 |

| Pays        | Ventes   | Certifications |
| ----------- | -------- | -------------- |
| Royaume-Uni | 50 000 + | Argent         |

## Accueil critique
L'album a recueilli dans l'ensemble de très bonnes critiques musicales, obtenant un score de 86⁄100, sur la base de 31 critiques collectées, sur Metacritic.
Jimmy Nemlin, de Slant, lui donne 5 étoiles sur 5. Jennifer Kelly, de PopMatters, lui donne la note de 9/10. Le site Drowned in Sound lui donne la note de 9/10. Le site Sputnikmusic lui 4,5 étoiles sur 5. Stephen Deusner, de Pitchfork, lui donne la note de 8,6/10.
Rob Sheffield, de Rolling Stone, lui donne 4 étoiles sur 5. Heather Phares, de AllMusic, lui donne 4 étoiles sur 5. Louis Pattison, du New Musical Express, lui donne la note de 7/10.